# UEFA Super Cup 2025
De UEFA Super Cup 2025 was de vijftigste editie van de UEFA Super Cup, een jaarlijkse door de UEFA georganiseerde voetbalwedstrijd. De wedstrijd werd gespeeld tussen het Franse Paris Saint-Germain, als winnaar van de UEFA Champions League 2024/25, en het Engelse Tottenham Hotspur, als winnaar van de UEFA Europa League 2025/26, in Stadio Friuli te Udine op woensdag 13 augustus 2025 met João Pinheiro als scheidsrechter. Na een 2–2 gelijkspel in de reguliere speeltijd werd de penaltyserie met 4–3 gewonnen door Paris Saint-Germain, dat daarmee de prijs voor het eerst won en de titel overnam van Real Madrid.

## Organisatie
Op 16 december 2024 werd door de UEFA in Lausanne besloten om de UEFA Super Cup 2025 te laten spelen in Stadio Friuli in Udine. Eerder werd daar de finale van het EK onder 21 in 2019 gespeeld. Sinds de UEFA Super Cup over één wedstrijd is gespeeld, werd de wedstrijd nooit eerder gespeeld in Italië.
De UEFA stelde op 30 juli 2025 de Portugees João Pinheiro aan als scheidsrechter voor de wedstrijd. Eerder was hij de vierde official bij de UEFA Champions Leaguefinale van 2025 Hij zou de eerste Portugese scheidsrechter bij de UEFA Super Cup worden sinds Vítor Melo Pereira in 2001. Pinheiro zou geassisteerd worden door landgenoten Bruno Jesus en Luciano Maia als assistent-scheidsrechters en de Azerbeidzjaan Elçin Məsiyev als vierde official. De Portugees Tiago Martins werd aangesteld als videoscheidsrechter, gesteund door zijn landgenoot Fábio Oliveira Melo en de Nederlander Pol van Boekel.

## Voorgeschiedenis
Paris Saint-Germain kwalificeerde zich voor de UEFA Super Cup door de UEFA Champions Leaguefinale van 2025 met 5–0 te winnen van Internazionale. Tottenham Hotspur plaatste zich voor de UEFA Super Cup met een 1–0 zege op Manchester United in de UEFA Europa Leaguefinale van 2025. Paris Saint-Germain nam één keer eerder deel aan de UEFA Super Cup; in 1996 verloor het een tweeluik met Juventus FC met 9–2. De Parijzenaren waren daarmee de enige Franse club die eerder deelnamen aan de UEFA Super Cup. Tottenham Hotspur zou voor het eerst deelnemen aan de UEFA Super Cup. Andere Engelse teams wonnen eerder tien edities van de UEFA Super Cup, waarvan het meest recentelijk Manchester City in 2023, en verloren er eveneens tien. Paris Saint-Germain en Tottenham Hotspur speelden nooit eerder een officiële wedstrijd tegen elkaar.

## Wedstrijd

### Details
|                                |                                  |                          |                                        | |
| 13 augustus 2025 21:00 (UTC+2) | Paris Saint-Germain              | 2 – 2 (0 – 1) 4 – 3 pen. | Tottenham Hotspur                      | Stadion: Stadio Friuli, Udine Scheidsrechter: João Pinheiro Assistenten: Bruno Jesus Assistenten: Luciano Maia Vierde official: Elçin Məsiyev Video-assistenten: Tiago Martins Video-assistenten: Fábio Oliveira Melo (SVAR) AVAR: Pol van Boekel Speler van de wedstrijd: Ousmane Dembélé |
| 13 augustus 2025 21:00 (UTC+2) | Lee 85' Ramos 90+4'              | Verslag                  | 39' Van de Ven 48' Romero              | Stadion: Stadio Friuli, Udine Scheidsrechter: João Pinheiro Assistenten: Bruno Jesus Assistenten: Luciano Maia Vierde official: Elçin Məsiyev Video-assistenten: Tiago Martins Video-assistenten: Fábio Oliveira Melo (SVAR) AVAR: Pol van Boekel Speler van de wedstrijd: Ousmane Dembélé |
| 13 augustus 2025 21:00 (UTC+2) | Strafschoppen                    |                          |                                        | Stadion: Stadio Friuli, Udine Scheidsrechter: João Pinheiro Assistenten: Bruno Jesus Assistenten: Luciano Maia Vierde official: Elçin Məsiyev Video-assistenten: Tiago Martins Video-assistenten: Fábio Oliveira Melo (SVAR) AVAR: Pol van Boekel Speler van de wedstrijd: Ousmane Dembélé |
| 13 augustus 2025 21:00 (UTC+2) | Vitinha Ramos Dembélé Lee Mendes |                          | Solanke Bentancur Van de Ven Tel Porro | Stadion: Stadio Friuli, Udine Scheidsrechter: João Pinheiro Assistenten: Bruno Jesus Assistenten: Luciano Maia Vierde official: Elçin Məsiyev Video-assistenten: Tiago Martins Video-assistenten: Fábio Oliveira Melo (SVAR) AVAR: Pol van Boekel Speler van de wedstrijd: Ousmane Dembélé |
|                                |                                  |                          |                                        | |

| Paris Saint-Germain | Tottenham Hotspur |

| DM             | 30 | Lucas Chevalier        |         |
| RA             | 02 | Achraf Hakimi          |         |
| CV             | 05 | Marquinhos             |         |
| CV             | 51 | Willian Pacho          | 58'     |
| LA             | 25 | Nuno Mendes            |         |
| CM             | 33 | Warren Zaïre-Emery     | 68'     |
| CM             | 17 | Vitinha                |         |
| CM             | 14 | Désiré Doué            | 77'     |
| RB             | 29 | Bradley Barcola        | 55' 68' |
| SP             | 10 | Ousmane Dembélé        | 90'     |
| LB             | 07 | Chvitsja Kvaratschelia | 60'     |
| Wisselspelers: |    |                        |         |
| DM             | 39 | Matvej Safonov         |         |
| DM             | 89 | Renato Marín           |         |
| VD             | 04 | Lucas Beraldo          |         |
| VD             | 21 | Lucas Hernández        |         |
| VD             | 43 | Noham Kamara           |         |
| MV             | 08 | Fabián Ruiz            | 60'     |
| MV             | 19 | Lee Kang-in            | 68'     |
| AV             | 09 | Gonçalo Ramos          | 77'     |
| AV             | 49 | Ibrahim Mbaye          | 68'     |
| Coach:         |    |                        |         |
| Luis Enrique   |    |                        |         |

| DM             | 01 | Guglielmo Vicario |         |
| RA             | 23 | Pedro Porro       |         |
| CV             | 17 | Cristian Romero   |         |
| CV             | 04 | Kevin Danso       | 62'     |
| LA             | 37 | Micky van de Ven  |         |
| CM             | 06 | João Palhinha     | 72'     |
| CM             | 30 | Rodrigo Bentancur |         |
| CM             | 29 | Pape Sarr         | 90'     |
| RB             | 20 | Mohammed Kudus    | 79'     |
| SP             | 09 | Richarlison       | 53' 72' |
| LB             | 24 | Djed Spence       |         |
| Wisselspelers: |    |                   |         |
| DM             | 31 | Antonín Kinský    |         |
| DM             | 40 | Brandon Austin    |         |
| VD             | 33 | Ben Davies        |         |
| VD             | 67 | Jun'ai Byfield    |         |
| VD             | 80 | Luka Vušković     |         |
| MV             | 14 | Archie Gray       | 72'     |
| MV             | 15 | Lucas Bergvall    | 90'     |
| AV             | 11 | Mathys Tel        | 79'     |
| AV             | 19 | Dominic Solanke   | 72'     |
| AV             | 22 | Brennan Johnson   |         |
| AV             | 28 | Wilson Odobert    |         |
| Coach:         |    |                   |         |
| Thomas Frank   |    |                   |         |

### Statistieken
| Statistieken       | Paris Saint-Germain | Tottenham Hotspur |
| ------------------ | ------------------- | ----------------- |
| Doelpunten         | 2                   | 2                 |
| Gele kaarten       | 3                   | 2                 |
| Rode kaarten       | 0                   | 0                 |
| Wissels            | 4                   | 4                 |
| Schoten op doel    | 3                   | 5                 |
| Schoten naast doel | 9                   | 7                 |
| Overtredingen      | 12                  | 12                |
| Hoekschoppen       | 7                   | 2                 |
| Buitenspel         | 2                   | 4                 |
| Balbezit (%)       | 67                  | 33                |

## Nasleep
Paris Saint-Germain werd met de winst de 26ste winnende club van de UEFA Super Cup en de eerste Franse club die de prijs won, waarmee Frankrijk het 13de land werd met een club die de UEFA Super Cup won. Het was de zevende opeenvolgende editie van de UEFA Super Cup die werd gewonnen door de UEFA Champions League-winnaar. Ousmane Dembélé werd door de UEFA benoemd tot Speler van de Wedstrijd.